# Ruxandra Sireteanu-Constantinescu

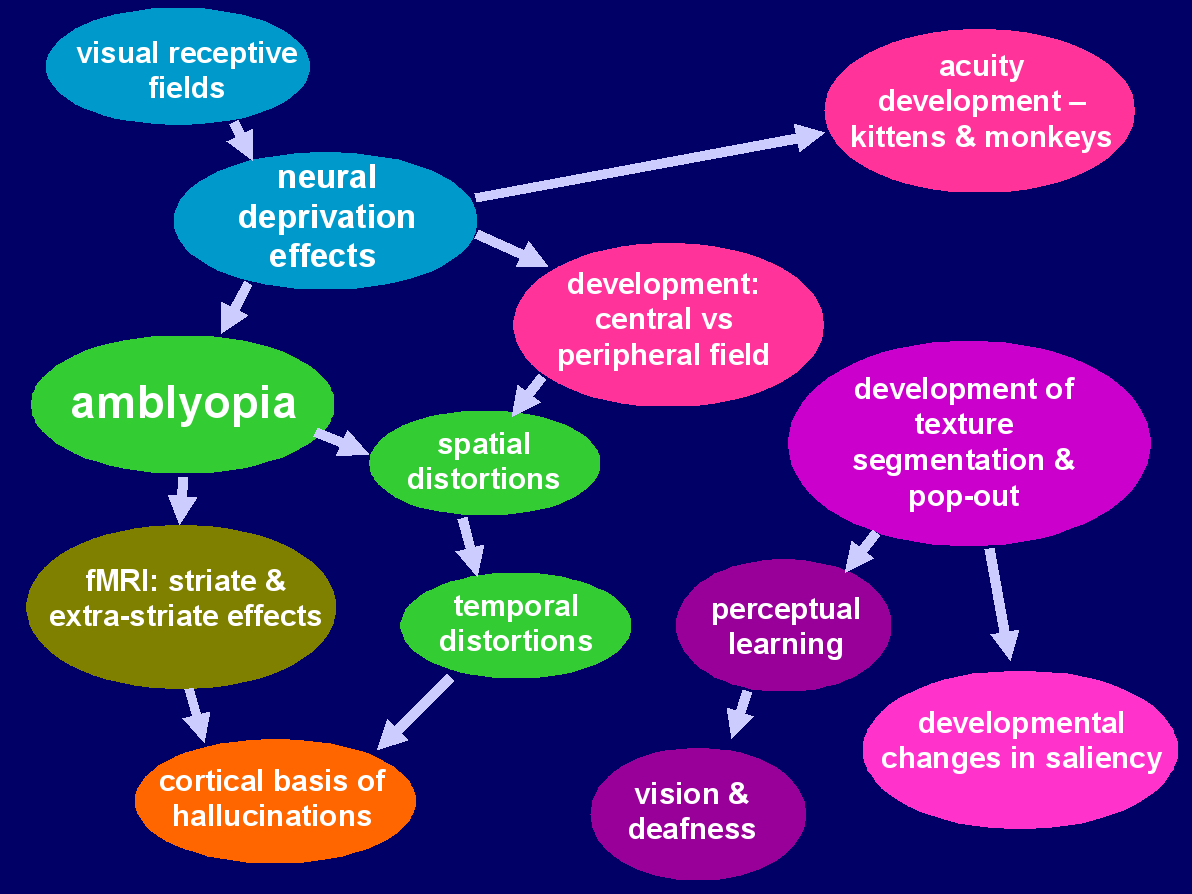
Domenii de cercetare la care a contribuit Ruxandra Sireteanu

Ruxandra Sireteanu-Constantinescu (n. 19 septembrie 1945, Mediaș – d. 1 septembrie 2008, Frankfurt pe Main), cunoscută în lumea științifică sub numele scurt Ruxandra Sireteanu, a fost o biofiziciană româno-germană, șefa grupului de Psihofizică de la Institutul Max Planck pentru Cercetarea Creierului și titulara catedrei de Psihologie Fiziologică / Biopsihologie de la Universitatea Johann Wolfgang Goethe din Frankfurt pe Main. S-a ocupat cu studiul sistemului vizual uman, aducând contribuții fundamentale privitor la plasticitatea neurală și ambliopie.

## Biografie
Ruxandra Sireteanu s-a născut la 19 septembrie 1945 în Mediaș; era cea mai mare dintre cele două fiice ale doctorului Modest Sireteanu și ale soției sale, Eva (n. Oberth). După bacalaureat (1963), Ruxandra Sireteanu a studiat la Facultatea de Fizică a Universității din București, obținând în 1968 licența în fizică, specialitatea biofizică. În perioada 1968-1972 a lucrat ca biofizician la Centrul de Radiobiologie și Biologie Moleculară și apoi ca asistent stagiar la Institutul de Petrol, Gaze și Geologie din București. În 1972 s-a expatriat, stabilindu-se în Germania.
Și-a pregătit doctoratul în biofizică (1972-1976) la Scuola Normale Superiore din Pisa, efectuând partea experimentală (neurofiziologie și psihofizică) la Laboratorio di Neurofisiologia del CNR; în 1976 și-a susținut teza de doctorat intitulată Contributions to the study of the visual function, using spatially periodical stimuli. În anii următori a fost cercetător postdoctoral la universitățile din Ulm și Lausanne; în 1979 s-a alăturat grupului de cercetare Wolf Singer de la Institutul Max Planck de Psihiatrie din München.
În 1982 s-a transferat la Institutul Max Planck pentru Cercetarea Creierului (Max-Planck-Institut für Hirnforschung) din Frankfurt pe Main, unde Wolf Singer devenise codirector; aici a organizat grupul de cercetare în psihofizică. În 1990 a susținut la Universitatea Johannes Gutenberg din Mainz dizertația de abilitare profesorală (Habilitation) intitulată Development and plasticity of visual functions: psychophysical, electrophysiological and clinical studies, obținând venia legendi în zoologie. În calitate de profesor asociat a predat la Universitatea Johann Wolfgang Goethe din Frankfurt pe Main, începând din 1995, cursul de Psihologie Fiziologică; în 1999 a devenit profesor titular la catedra nou înființată de Psihologie Fiziologică / Biopsihologie.
Cercetările întreprinse de Ruxandra Sireteanu au avut ca obiect sistemul vizual uman, în special plasticitatea neurală și ambliopia. A adus contribuții originale în cercetarea psihofizicii vizuale a persoanelor sănătoase, a învățării perceptuale la adulți și a neuropsihologiei clinice. Rezultatele privitoare la bazele neurale ale ambliopiei, vederea binoculară și dezvoltarea sistemului vizual la nou-născuți, în perspectiva modificărilor apărute în cursul întregii vieți, au caracter de pionierat.   
A fost afiliată la Association for Research in Vision and Ophthalmology, European Brain and Behaviour Society și International Society on Infant Studies. A făcut parte din colectivele redacționale ale revistelor Vision Research și Investigative Ophthalmology & Visual Science. În 1994 a primit premiul acordat de Societatea Bielschowsky pentru Cercetarea Strabismului și Neurooftalmologie (Bielschowsky-Gesellschaft für Schielforschung und Neuroophthalmologie). A încetat din viață la 1 septembrie 2008, în Frankfurt pe Main, în urma unui traumatism cerebral.

## Lucrări (selecție)

### Cercetare
- en  R. Sireteanu, M. Fronius și W. Singer: „Binocular interaction in the peripheral visual field of humans with strabismic and anisometropic amblyopia”; Vision Research, vol. 21, nr. 7, 1981, pp. 1065–1074.
- en  R. Sireteanu: „Binocular vision in strabismic humans with alternating fixation”; Vision Research, Vol. 22, Nr. 8, 1982, pp. 889–896.
- en  R. Sireteanu: „Switching on the infant brain”; Science, vol. 286, nr. 5437, 1999, pp. 59–61.
- en  L. Muckli, S. Kieß, N. Tonhausen, W. Singer, R. Goebel și R. Sireteanu: „Cerebral correlates of impaired grating perception in individual, psychophysically assessed human amblyopes”; Vision Research, vol. 46, nr. 4, 2006, pp. 506–526.

### Sinteză
- en  R. Sireteanu R, W. Singer și C. Rieth: „Texture segregation based on line orientation develops late in childhood”; în S. F. Wright și R. Groner (ed.): Facets of dyslexia and its remediation, North-Holland, Amsterdam, 1992, pp. 3–12, ISBN: 0444899499.
- en  R. Sireteanu: „The development of the visual field: results from human and animal studies”; în F. Vital-Durand, J. Atkinson și O. J. Braddick (ed.): Infant Vision, Oxford University Press, Oxford, 1996, pp. 17–31, ISBN: 9780198523161.
- en  R. Sireteanu: „The binocular act in strabismus”; în G. Lennerstrand și J. Ygge (ed.): Advances in Strabismus Research: Basic and Clinical Aspects, Portland Press, Londra, 2000, pp. 63–83, ISBN: 1855781441.
- en  R. Sireteanu: „Development of the visual system in the human infant”; în A.F. Kalverboer și A. Gramsberger (ed.):Handbook of Brain and Behaviour in Human Development, Kluwer Academic Publishers, Londra, 2001, pp. 629–653, ISBN: 0792369432.